# Training Within Industry
Training Within Industry (TWI) var et program tilrettelagt af det amerikanske krigsministerium, der løb fra 1940 til 1950 under ledelse af den amerikansk War Manpower Commission. Programmets formål var at tilvejebringe konsulentydelser til krigsrelaterede industrier, hvis arbejdskraft i vidt omfang var blevet indrulleret i den amerikanske hær samtidig med, at hæren havde behov for krigsindustriens produkter. Manglen på kvalificeret arbejdskraft i industrien var et væsentligt problem, og programmet skulle bidrage til en opkvalificering af eksisterende arbejdskraft samt oplæring af nye medarbejdere, herunder befolkningsgrupper som traditionelt ikke havde haft arbejde i industrien, eksempelvis kvinder og afroamerikanere. Ved afslutningen af 2. verdenskrig havde 1,6 millioner arbejdere på mere end 16.500 fabrikker modtaget et bevis på uddannelsen. Programmet blev efter krigen fortsat i Vesteuropa og i Japan.

## TWI Historien
TWI J programmerne blev udviklet i USA  for at støtte produktion af krigsmaterialer under WWII. De var designet til at uddanne supervisoerne (ledertræning) i 3 forskellige problemtyper - nemlig at kunne træne medarbejder, udøve lederskab og forbedre arbejds gange/processer.  
Efter WWII hjalp USA med at genopbygge Japan, som tog disse programmer til sig og anvender dem stadig i dag i bred udstregning. Den bedste case vi kender fra Japan er Toyota, som stadig bruger TWI som en hjørnesten i deres udvikling af deres Team Ledere. De fleste der arbejder med Lean ved at det kommer fra Toyotas produktion system (TPS), Lean systemet blev beskreven i starten af 80érne, hvor man beskrev de synlige ting hos Toyota. Her beskrev man ikke TWI, som i dag er kendt som det manglende link til at lykkes med Lean.  